# Presqu'île de confluence
 (mai 2019).
Une presqu'île de confluence correspond à la partie proche de la confluence de l'espace délimité par deux cours d'eau se rejoignant.

## Les caractéristiques naturelles
Souvent, cette bande de terre est très étirée en longueur et étroite lorsque l'affluent a un cours pendant un temps presque parallèle à celui du cours d'eau principal dans lequel il va finir par se jeter. La presqu'île de confluence peut aussi être un excellent site de défense lorsque les deux cours d'eau qui l'enserrent coulent dans des vallées encaissées. Des villes se sont souvent installées à ces endroits, soit en raison des atouts défensifs précédemment évoqués, soit à cause des facilités de communication: construire deux ponts (un sur chaque cours d'eau) est souvent plus simple techniquement qu'en construire un seul, mais beaucoup plus grand, sur le cours d'eau unique au débit plus important issu de la confluence.

## Des sites parfois sacrés
Ces sites de confluence ont souvent parus remarquables aux hommes qui les ont alors par le passé divinisés ou tenus pour sacrés: c'est particulièrement vrai dans la religion hindouiste.

## Quelques exemples
- Le Bec d'Ambès est par exemple la presqu'île de confluence entre la Garonne et la Dordogne.
- Le quartier de la Confluence à Lyon est une presqu'île de confluence entre le Rhône et la Saône.